# سيرهي كرافشينكو
سيرهي كرافشينكو (بالأوكرانية: Кравченко Сергій Олександрович)‏ هو لاعب كرة قدم أوكراني في مركز الهجوم، ولد في 23 مارس 1990 في جمهورية أوكرانيا الاشتراكية السوفيتية في الاتحاد السوفيتي. لعب مع نادي فورسكلا بولتافا.

## وصلات خارجية
- سيرهي كرافشينكو على موقع اتحاد أوكرانيا (الإنجليزية)
- سيرهي كرافشينكو على موقع قاعدة بيانات كرة القدم.إي يو (الإنجليزية)
- سيرهي كرافشينكو على موقع Soccerway.com (الإنجليزية)